# LAPONE GIRLS
LAPONE GIRLS(株式会社LAPONE GIRLS, LAPONE GIRLS Co., Ltd.)은 일본의 연예 기획사이다.
본사소재지는 도쿄도 지요다구에 있다.

## 소속 연예인

### 현존 (가수)
- ME:I
  - 이이다 시즈쿠
  - 이시이 란
  - 에비하라 츠즈미
  - 카사하라 모모나
  - 카토 코코로
  - 사쿠라이 미우
  - 사사키 코코나
  - 시미즈 케이코
  - 타카미 아야네
- IS：SUE
  - 켄모츠 나노
  - 사카구치 리노
  - 타나카 유우키
- PRI:KARU
  - 하라 키시
  - 사카모토 미치루
  - 나카모토 카고메
  - 호시 유키
  - 스즈키 코코
  - 코키

## 과거 소속 연예인

### 과거 (가수)
- ME:I
  - 무라카미 리논 (전구성원) (2023—2025)
  - 야마모토 스즈 (전구성원) (2023—2025)
- IS：SUE
  - 아이타 린 (전구성원) (2024—2025)

## 같이 보기
- 요시모토 흥업
- CJ ENM
- LAPONE 엔터테인먼트